# أندرياس آلم
أندرياس آلم (بالسويدية: Andreas Alm)‏ (19 يونيو 1973 بياليفاره في السويد - ) هو مدرب كرة قدم ولاعب كرة قدم سويدي في مركز الوسط. لعب مع أيك سولنا ونادي نوركوبنغ ونادي هاماربي لكرة القدم وKongsvinger IL ‏ وEskilstuna City FK ‏ وHammarby IF ‏ وKongsvinger IL Toppfotball ‏.

## وصلات خارجية
- أندرياس آلم على موقع اتحاد السويد (السويدية)
- أندرياس آلم على موقع قاعدة بيانات كرة القدم.إي يو (الإنجليزية)
- أندرياس آلم على موقع عالم كرة القدم.نت (الإنجليزية)